# رستم ابراهیم‌بیگف
رستم ابراهیم‌بیگف (ترکی آذربایجانی: Rüstəm İbrahimbəyov; روسی: Рустам Ибрагимбеков زادهٔ ۵ فوریهٔ ۱۹۳۹ در باکو – ١١ مارس ٢٠٢٢) هنرمند آذربایجانی فعال در زمینه نمایش‌نامه‌نویسی، مدیر فیلم‌برداریی، کارگردانی و فیلم‌نامه‌نویسی بود. وی فراتر از جمهوری آذربایجان در کشورهای اتحاد جماهیر شوروی سابق نیز چهره‌ای شناخته شده‌بود.

## شرح حال
رستم ابراهیم‌بیگف با نام کامل رستم محمد ابراهیم اوغلو ابراهیم‌بیگ‌اف در باکو به دوران جمهوری سوسیالیستی آذربایجان شوروی در سال ۱۹۳۹ زاده شد، مادرش فاطمه مشهدی بیگووا و پدرش محمد ابراهیموف بود، پدر رستم ابراهیم‌اف از اساتید دانشگاه در زمینه تاریخ هنر و اصالتاً اهل شاماخی بود. وی برادر کوچک مقصود ابراهیم‌بیگف نویسنده و نماینده مجلس ملی جمهوری آذربایجان است. وی تحصیلات اولیه عالیه خود را در رشته نفت و شیمی از آکادمی دولتی نفت آذربایجان به پایان رسانید. سپس برای تحصیل در رشته کارگردانی در موسسه سینمایی گراسیموف عازم مسکو شد. ابراهیم‌بیگ‌اف نمایش‌نامه، فیلمنامه و بیش از ۴۰ فیلم و اسکریپت‌های تلویزیونی را نوشته و کارگردانی کرده، که اکثریت آنان به صورت فیلم تلویزیونی ساخته شده‌اند. رستم ابراهیم‌بیگف از سال ۱۹۷۰ میلادی در ساخت فیلم و کارگردانی با نیکیتا میخالکوف همکاری می‌کند.
فیلم شرق و غرب با همکاری سرگئی پاراجانف به کارگردانی رگیز وارگینز، نامزد جایزه اسکار در سال (۱۹۹۹) شده‌بود.
در سال ۱۹۸۷، یکی از اعضای هیئت داوران در، ۱۵مین جشنواره بین‌المللی فیلم مسکو بود. رستم ابراهیم‌بیگف علاوه بر فیلم‌نامه‌نویسی یک نویسنده نیز شناخته می‌شود. چندین آثار وی در روسیه، جمهوری آذربایجان و خارج از این دو کشور منتشر شده‌است. وی در سال ۲۰۰۱ یک مرکز فرهنگی در باکو در زمینه تئاتر و نمایش‌نامه‌نویسی به زبان‌های ترکی آذربایجانی و روسی تأسیس کرد.
و در سال ۱۹۹۹ "نشان شهرت" را از دولت جمهوری آذربایجان دریافت کرد..
ابراهیم‌بیگف در حال حاضر رئیس کنفدراسیون اتحادیه فیلم سازان (CFU)، که فیلمسازان از همه جمهوری‌های سابق شوروی تشکیل شده‌است، را بر عهده دارد، همچنین دبیر اتحادیه فیلمسازان روسی، عضو آکادمی فیلم اروپا و آکادمی علوم و هنرهای تصاویر متحرک می‌باشد. در حال حاضر علاوه بر سکونت در باکو و مسکو در سنتا مونیکای کالیفرنیا زندگی می‌کند.

## فیلم‌های شناخته شده
رستم ابراهیم‌بیگف، فیلم‌نامه و نمایش‌نامه‌های زیادی نوشته و فیلم‌های زیادی را کارگردانی کرده‌است، برخی از آثار مشهور وی در زمینه کارگردانی و فیلم‌نامه‌نویسی عبارتند:
- خورشید سفید از کویر (۱۹۷۰)
- بازجویی (۱۹۷۹)
- گارد من، طلسم من (۱۹۸۶)
- سوخته با خورشید (۱۹۹۴) ← جایزه اسکار بهترین فیلم غیر انگلیسی‌زبان
- آرایشگر سیبری (۱۹۹۷) ← گران‌قیمت‌ترین فیلم اروپا
- شرق و غرب (۱۹۹۹) ← نامزد جایزه اسکار
- پل‌های شکسته (۲۰۰۴)
- خانه به دوش (۲۰۰۵/۰۷)